# Хаусман, Роберт
Роберт Хаусман (нем. Robert Hausmann; 13 августа 1852 года — 18 января 1909 года) — немецкий виолончелист. Внук Иоганна Фридриха Гаусмана.

## Биография
Родился в семье учёного-минералога Фридриха Лудольфа Хаусмана (1810—1880).
В 1861—1867 годах учился в Брауншвейге у Августа Теодора Мюллера, затем на протяжении трёх лет в Берлинской Высшей школе музыки у его племянника Вильгельма Мюллера и наконец занимался в Лондоне у Альфредо Пиатти.
В 1879—1907 годах играл в Квартете Иоахима. Был близок с Иоганнесом Брамсом, написавшим для него Сонату для виолончели и фортепиано Op. 99. Вместе с Йозефом Иоахимом был первым исполнителем брамсовского Концерта для скрипки и виолончели с оркестром (18 октября 1887 года, дирижировал автор). Кроме того, для Хаусмана написана известная пьеса для виолончели с оркестром Макса Бруха «Kol nidrei» Op. 47.
С 1876 года преподавал в Берлинской Высшей школе музыки, с 1884 года — профессор; среди его учеников были Фридрих Эрнст Кох, Хуго Дехерт, Лео Шульц, Лео Шраттенхольц, Фриц Эспенхан, Отто Людеман, Пауль Приль.
Был женат на Хелене, дочери прусского министра Альберта Майбаха.
Умер 18 января 1909 года в Вене.